# Igreja de Ateni Sioni

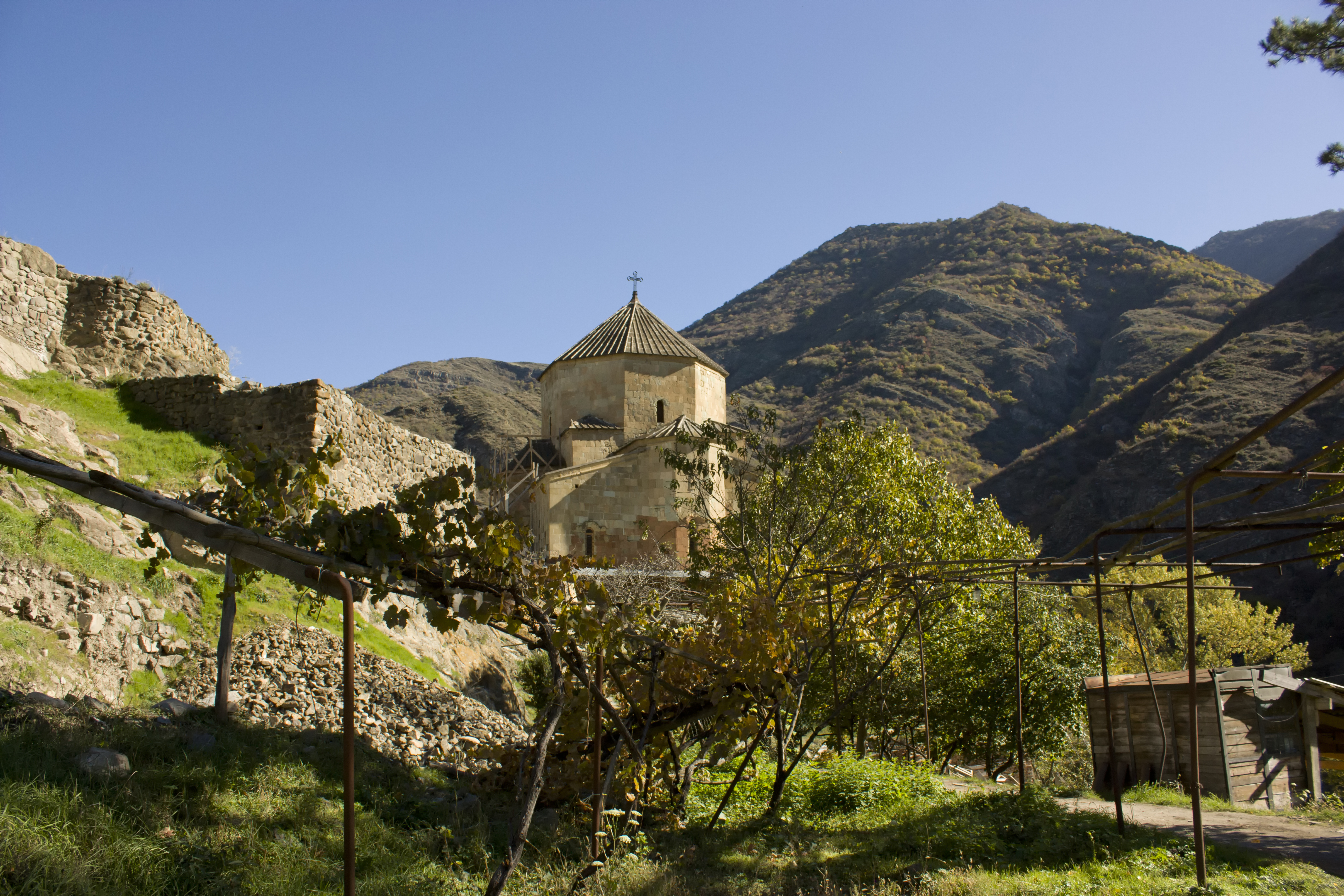
Igreja de Ateni Sioni

A igreja de Ateni Sioni (em georgiano:  ატენის სიონი) é uma igreja ortodoxa do início do século VII localizada na cidade de Ateni, a cerca de 10 km ao sul da cidade de Gori, na Geórgia. Está localizada no vale do rio Tana, conhecido não só por seus monumentos históricos, mas também por suas paisagens e vinhos pitorescos. O nome "Sioni" deriva do Monte Sião em Jerusalém. 

## História

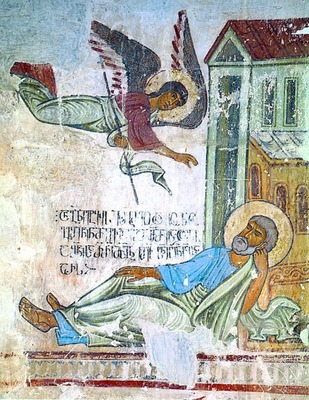
" O sonho de São José ". Mural Ateni.

Sioni é um dos primeiros exemplos de uma "igreja de quatro abside com quatro nichos"  O interior cruciforme da igreja mede 24 x 19,22 me suas fachadas são revestidas de pedras retangulares esculpidas, ricamente decoradas com ornamentos e relevos. A igreja não é datada, mas tem um desenho muito semelhante ao Mosteiro de Jevari em Misqueta, que geralmente é considerado como tendo precedido, e, portanto, alguns historiadores de arte a descreveram como parte do grupo de igrejas "tipo Jevari". Todosak, um nome mencionado em uma inscrição armênio sem data na fachada sul como "Eu, Todosak, o construtor desta santa igreja", é considerado um arquiteto armênio da igreja original ou seu renovador do final do século X. 
As paredes da igreja contêm as primeiras inscrições conhecidas em Nuskhuri, uma das versões do antigo alfabeto georgiano, datado de 835. Os primeiros exemplos conhecidos de Mkhedruli, escrita georgiana usada hoje em dia, também são encontrados nesta igreja e datam da década. de 980. Uma das inscrições na igreja comemora Adarnase I, o primeiro nobre georgiano documentado da dinastia Bagrationi, pai de Ashot I, fundador da nova linhagem real da Geórgia.